# Ephyrodes eviola
Ephyrodes eviola là một loài bướm đêm trong họ Erebidae.